# Западные Афины
Западные Афины (греч. Περιφερειακή Ενότητα Δυτικού Τομέα Αθηνών) — одна из периферийных единиц Греции. Является региональным органом местного самоуправления и частью административного деления. По программе Калликратиса с 2011 года входит в периферию Аттику. 
Включает в себя часть бывшей номархии Афин и западную часть городской агломерации Афин, ограниченную автострадой 1 и горами Пойкила и Эгалеос. Граничит с периферийными единицами Центральными Афинами, Пиреем и Западной Аттикой.
Административный центр — город Перистерион.
Население Западных Афин — 489 675 жителей по переписи 2011 года, площадь — 66,77 квадратного километра, плотность — 7332,66 человека на квадратный километр.
Возглавляет Западные Афины антиперифериарх Спиридон Дзокас (Σπυρίδων Τζόκας).

## Административно-территориальное деление
Периферийная единица Западные Афины делится на 7 общин:
| Община                 | Население (2011), человек | Площадь, км² | Плотность, чел./км² |
| ---------------------- | ------------------------- | ------------ | ------------------- |
| Айи-Анарьири-Каматерон | 62 529                    | 9,150        | 6833,77             |
| Айия-Варвара           | 26 550                    | 2,425        | 10 948,45           |
| Илион                  | 84 793                    | 9,453        | 8969,96             |
| Перистерион            | 139 981                   | 10,050       | 13 928,46           |
| Петруполис             | 58 979                    | 6,597        | 8940,28             |
| Хайдарион              | 46 897                    | 22,655       | 2070,05             |
| Эгалео                 | 69 946                    | 6,450        | 10 844,34           |